# Вепры
Вепры (бел. Вяпры) — упразднённая деревня в Вербовичском сельсовете Наровлянского района Гомельской области Беларуси.
В связи с радиационным загрязнением после катастрофы на Чернобыльской АЭС жители (98 семей) переселены в 1986 году в чистые места, преимущественно в городской посёлок Домановичи и деревню Савичи Калинковичского района.
Рядом с деревней — месторождения песка и кирпичного сырья (0,4 млн м3).

## География

### Расположение
На территории Полесского радиационно-экологического заповедника.
В 33 км на юго-восток от Наровли, 58 км от железнодорожной станции Ельск (на линии Калинковичи — Овруч), 211 км от Гомеля.

### Гидрография
На восточной окраине — озеро Плоское.

## Транспортная сеть
Транспортные связи по просёлочной, а затем автодороге Дёрновичи — Наровля. Планировка состоит из чуть изогнутой улицы, ориентированной с юго-востока на северо-запад, с 2 переулками и 2 маленькими участками обособленной застройки. Жилые дома деревянные, усадебного типа, стоящие преимущественно односторонне.

## История
Обнаруженные археологами остова поселений бронзового века (0,3 км на запад от деревни) и бронзового и железного веков (2 км на северо-запад от деревни) свидетельствуют о заселении этих мест с давних времён. По письменным источникам известна с XVII века. Под 1610 год обозначена как село в поместье Белый Берег. После 2-го раздела Речи Посполитой (1793 год) в составе Российской империи. В 1834 году в Дерновичской волости Речицкого уезда Минской губернии, владение дворянина Горвата. В 1908 году работала земская школа.
В 1929 году организован колхоз «Красный восток». Во время Великой Отечественной войны в марте 1942 года немецкие каратели полностью сожгли деревню и убили 17 жителей. 97 жителей погибли на фронте. В 1986 году входила в состав совхоза «Припять» (центр — деревня Довляды). Имелись начальная школа, магазин.

## Население

### Численность
- 1986 год — жители (98 семей) переселены.

### Динамика
- 1834 год — 17 дворов.
- 1908 год — 70 дворов, 592 жителя.
- 1959 год — 483 жителя (согласно переписи).
- 1986 год — 99 дворов, 205 жителей.
- 1986 год — жители (98 семей) переселены.